# كثافة المستويات

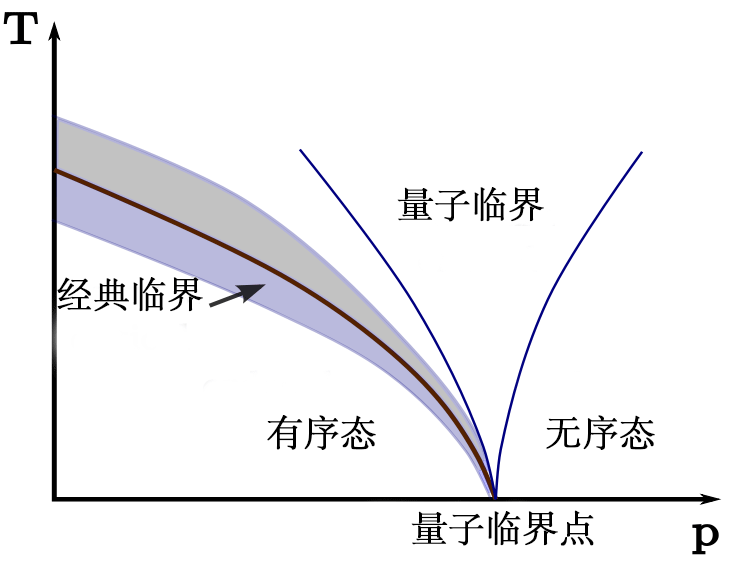

كثافة مستويات الطاقة في فيزياء الجوامد، بالإنجليزية Density of states. ويرمز لها (D(E أو {\displaystyle D(\omega )} هي قيمة فيزيائية تعطي عدد المستويات الموجودة للطاقة بين {\displaystyle [E,E+dE]} أو الموجودة للتردد بين {\displaystyle [\omega ,\omega +d\omega ]}.
هذا المؤشر لا يتنبأ بمعدل شغل مستويات الطاقة بالإلكترونات في المعادن، وأنما يحصي عدد المستويات الموجودة تكون قابلة للشغر. وقد يكون شغر المستويات بالإلكترونات أو الفوتونات.هذه الخاصية لها أهميتها بالنسبة إلى التوصيل الكهربائي للمعادن وكذلك أشباه الموصلات.
تعطي ميكانيكا الكم
كثافة المستويات في نطاق التوصيل Conduction Band C:
{\displaystyle D_{c}(E)\propto {\sqrt {E-E_{c}}}}
بينما في نطاق التكافوء Valence Band v :
{\displaystyle D_{v}(E)\propto {\sqrt {E_{v}-E}}}
حيث {\displaystyle D(E)} هي كثافة المستويات المتاحة في النطاق وأحيانا يرّمز لها(g(E
E هي الطاقة
يمكن عند تحديد كثافة المستويات في نطاق التوصيل مثلا الاستعانة بإحصاء فيرمي ديراك - الذي يعطي احتمالية وجود الإكترون في مستوى طاقة معين - لتعيين تركيز الإلكترونات في هذا النطاق :
تركيز الإلكترونات = كثافة المستويات * احتمال انشغالها
نطبق هذا المبدأ في نطاق التوصيل عن طريق اجراءالتكامل بالنسبة للطاقة
{\displaystyle n=\int _{E_{c}}^{\infty }F_{e}(E)\,D_{c}(E)\,\mathrm {d} E}
أما بالنسبة للفجوات في نطاق التكافؤ فيكون التكامل على هذا النحو :
{\displaystyle p=\int _{-\infty }^{E_{v}}F_{h}(E)\,D_{v}(E)\,\mathrm {d} E}
حيث (F(E هو احتمال إشغال المستوى إما بإلكترون أو فجوة

## مناهل
تصوير جافا لكثافة المستويات وإحصاء فيرمي وتوزيع الطاقة في متغيرين